# Ночной Дозор (Песнь льда и огня)
Ночной Дозор — вымышленное военное братство, которое описано в фантастической саге Джорджа Мартина «Песнь льда и огня» и её экранизациях. Защищает Стену, отделяющую Семь королевств от земель одичалых в северной части Вестероса. В Дозоре состоит один из ключевых героев саги — Джон Сноу. Предполагаемым историческим прототипом Ночного Дозора стали военно-монашеские ордены европейского Средневековья.

## Устройство Дозора
Согласно Мартину, Ночной Дозор представляет собой мужское братство, в которое вступают на всю жизнь. Дозорные приносят специальную клятву, обязуясь никогда не оставлять службу и не вступать в брак; кара за дезертирство — смертная казнь через отсечение головы. Хоронят дозорных с почестями, произнося речь, в конце которой обязательно звучат слова: «Теперь его дозор окончен».
Возглавляет Дозор лорд-командующий (Джон Сноу стал 998-м на этой должности). Его выбирают пожизненно всеобщим голосованием, причём выдвинуть свою кандидатуру может любой из дозорных. Для избрания необходимо набрать две трети голосов. Дозор делится на три ордена: разведчиков, строителей и стюардов. Во времена расцвета в нём насчитывались десятки тысяч членов, но к эпохе Войны Пяти Королей осталось меньше тысячи.
Ночному Дозору принадлежит полоса земли шириной в 50 лиг к югу от Стены (Дар). Её жители платят Дозору подати, но их совсем мало: эта территория почти обезлюдела из-за постоянных набегов одичалых.

## История
Согласно легенде, Ночной Дозор был создан за восемь тысяч лет до событий, описанных в основной части «Песни льда и огня». Король Севера Брандон Строитель воздвиг Стену, а Дозору поручил достраивать её и охранять — в первую очередь от Иных. Последние так и не двинулись на юг, так что главной задачей Дозора стала борьба с одичалыми — оставшимися за Стеной потомками первых людей или жителями Семи королевств, бежавшими на Север. Регулярно одичалые объединяются в большие группы во главе с Королём-за-стеной и пытаются прорваться на юг, чтобы занять там землю и осесть. Иногда эти прорывы удаются на первом этапе, но в конце концов одичалые неизменно терпят поражение.
В эпоху Таргариенов территория, принадлежавшая Дозору, расширилась: к Брандонову Дару добавился Новый Дар. Однако в то же время стал очевидным упадок Дозора: приток добровольцев сократился, основным источником пополнения стали преступники с юга.

## Оценки
Предполагаемым историческим прототипом Ночного Дозора стали военно-монашеские ордены европейского Средневековья — в частности, тамплиеры. Встречаются оценки Дозора как «синтеза военно-рыцарского ордена и языческого братства (близкого к берсеркам)». При этом некоторые рецензенты критикуют Мартина за общую неправдоподобность картины: неясно, с чем могло быть связано введение целибата, сомнительна возможность прочного функционирования Дозора в условиях, когда в него вербовали почти исключительно преступников.